# Воеводина, Валентина Григорьевна
Валенти́на Григо́рьевна Воево́дина (род. 22 февраля 1953, Калиновка, Приморский край) — доярка совхоза «Дубовский» Спасского района Приморского края, полный кавалер ордена Трудовой Славы (1991).

## Биография
Родилась в 1953 году в деревне Калиновка ныне Спасского района Приморского края. Русская. Окончила среднюю школу.
Трудовую деятельность начала дояркой на молочной ферме в колхозе «Свободный труд». В 1974 году «Свободный труд» слили с Дубовским совхозом.
Переехала в соседнее село Дубовское. Продолжала работать дояркой. Добилась высоких показателей.
Указом Президиума Верховного Совета СССР от 23 декабря 1976 года награждена орденами Трудовой Славы 3-й степени.
Указом Президиума Верховного Совета СССР от 21 декабря 1983 года награждена орденами Трудовой Славы 2-й степени.
Указом Президиума Верховного Совета СССР от 25 августа 1989 года за успехи, достигнутые в увеличении производства и заготовок продуктов земледелия и животноводства на основе внедрения прогрессивных технологий и передовых методов организации труда, Воеводина Валентина Григорьевна награждена орденом Трудовой Славы 1-й степени. Стала полным кавалером ордена Трудовой Славы.
Избиралась депутатом районного Совета народных депутатов. Была делегатом Учредительного съезда Крестьянского союза СССР (1990).
Почётный гражданин Спасского района.
Живёт в селе Дубовское.

## Награды
Награждена орденами Трудовой Славы 1-й, 2-й, 3-й степеней:
3 ст. 23.12.1976 № 319887
2 ст. 21.12.1983 № 20327
1 ст. 25.08.1989 № 668
- медалями[1].